# Radoma
Radoma (szlovákul: Radoma) község Szlovákiában, az Eperjesi kerület Felsővízközi járásában.

## Fekvése
Felsővízköztől 13 km-re délre, a Radomka-patak partján fekszik.

## Története
A régészeti leletek tanúsága szerint területén már az újkőkorban is éltek emberek.
A település a sárosi királyi uradalom területén keletkezett a 13. században. Első írásos említése 1272-ből származik „terra Radoma” alakban. 1274-ben uradalmi központként a Thököly család birtoka, akik 1352-ben a Czudaroknak adták el. 1427-ben 60 adózó portája volt. Ezután a Somosy, majd a 17. századtól a Rákóczi-családé. 1787-ben 45 háza és 413 lakosa volt.
A 18. század végén Vályi András így ír róla: „RADOMA. Orosz falu Sáros Vármegyében, földes Ura Potornyai Uraság, lakosai többen ó hitüek, fekszik Sztropkóhoz 3/4, Bártfához 2 mértföldnyire, határja őszi gabonát is megtermő, réttyei jók, ’s kétszer kaszáltatnak, fája van mind a’ kétféle, legelője is elég lévén, második osztálybéli.”
A 19. században a Szirmay és más családoké volt. 1828-ban 56 házában 429-en éltek. Lakói mezőgazdasággal, állattartással, erdei munkákkal foglalkoztak.
Fényes Elek 1851-ben kiadott geográfiai szótárában így ír a faluról: „Radoma, tót falu, Sáros vmegyében, ut. p. Eperjeshez kelet-északra 4 mfd., 272 romai, 108 gör. kath. lak. Kath. par. templom. Savanyuviz. F. u. Szirmay János.”
1850 és 1880 között sokan elköltöztek a faluból. 1920 előtt Sáros vármegye Girálti járásához tartozott.

## Népessége
| Év:            | 1994. | 2004.   | 2014.   | 2024.   |
| -------------- | ----- | ------- | ------- | ------- |
| Emberek száma: | 426   | 439     | 435     | 425     |
| Eltérés:       |       | +3,05 % | -0,91 % | -2,29 % |

| Év:            | 2023. | 2024.   |
| -------------- | ----- | ------- |
| Emberek száma: | 422   | 425     |
| Eltérés:       |       | +0,71 % |

1910-ben 461, többségben szlovák lakosa volt, jelentős lengyel kisebbséggel.
2001-ben 451 lakosából 442 szlovák volt.
2011-ben 453 lakosából 408 szlovák.

## Nevezetességei
Római katolikus temploma 1792 és 1797 között épült klasszicista stílusban.